# 羽倉崎
羽倉崎（はぐらざき）は、大阪府泉佐野市の町名。現行行政地名は羽倉崎一丁目から羽倉崎四丁目。住居表示は実施済み

## 地理
泉佐野市北西部に位置する。東は東羽倉崎町・羽倉崎上町、南は田尻町嘉祥寺、西はりんくう往来南、北は松原に隣接する。地内を根来川と称する小河川が北西流する。

## 歴史
佐野村の西南端に位置し、旧称は西出町。佐野村の本集落（佐野町場）から約1.5km離れた集落で、嘉祥寺の集落に近接する。1942年（昭和17年）に羽倉崎駅が開業し、1949年（昭和24年）に西出町から羽倉崎町に改称。羽倉崎は筥浦崎（はこうらさき）の転訛とされる。1968年（昭和43年）に現行住居表示を実施。

## 世帯数と人口
2020年（令和2年）4月30日現在（泉佐野市発表）の世帯数と人口は以下の通りである。
| 丁目         | 世帯数    | 人口    |
| ------------ | --------- | ------- |
| 羽倉崎一丁目 | 393世帯   | 618人   |
| 羽倉崎二丁目 | 1,072世帯 | 2,213人 |
| 羽倉崎三丁目 | 415世帯   | 798人   |
| 羽倉崎四丁目 | 244世帯   | 551人   |
| 計           | 2,124世帯 | 4,180人 |

### 人口の変遷
国勢調査による人口の推移。
| 1995年（平成7年）  | 3,741人 | [ 6 ]  |  |
| 2000年（平成12年） | 3,999人 | [ 7 ]  |  |
| 2005年（平成17年） | 3,915人 | [ 8 ]  |  |
| 2010年（平成22年） | 4,158人 | [ 9 ]  |  |
| 2015年（平成27年） | 4,140人 | [ 10 ] |  |

### 世帯数の変遷
国勢調査による世帯数の推移。
| 1995年（平成7年）  | 1,375世帯 | [ 6 ]  |  |
| 2000年（平成12年） | 1,493世帯 | [ 7 ]  |  |
| 2005年（平成17年） | 1,545世帯 | [ 8 ]  |  |
| 2010年（平成22年） | 1,730世帯 | [ 9 ]  |  |
| 2015年（平成27年） | 1,850世帯 | [ 10 ] |  |

## 学区
市立小・中学校に通う場合、学区は以下の通りとなる（2020年5月時点）。
| 番・番地等 | 小学校               | 中学校               | 選択可能校           | 調整区域となる地域     |
| ---------- | -------------------- | -------------------- | -------------------- | ---------------------- |
| 全域       | 泉佐野市立第一小学校 | 泉佐野市立佐野中学校 | 泉佐野市立末広小学校 | サニータウン周辺を除く |

## 事業所
2016年（平成28年）現在の経済センサス調査による事業所数と従業員数は以下の通りである。
| 丁目         | 事業所数  | 従業員数 |
| ------------ | --------- | -------- |
| 羽倉崎一丁目 | 107事業所 | 963人    |
| 羽倉崎二丁目 | 46事業所  | 275人    |
| 羽倉崎三丁目 | 20事業所  | 90人     |
| 羽倉崎四丁目 | 11事業所  | 32人     |
| 計           | 184事業所 | 1,360人  |

## 交通

### 鉄道
- 南海電鉄南海本線 - 羽倉崎駅

### 道路
- 大阪府道63号泉佐野岩出線（大阪府道204号堺阪南線と重複）
- 大阪府道248号日根野羽倉崎線
- 大阪府道250号鳥取吉見泉佐野線（孝子越街道）

## 施設
- 泉佐野市立佐野中学校
- 向新 本社

## その他

### 日本郵便
- 郵便番号 : 598-0046[3]（集配局：泉佐野郵便局[13]）。